# Degernes kommun
Degernes kommun (norska: Degernes kommune) var en kommun i Østfold fylke i sydöstra Norge. Kommunen omfattade den södra delen av nuvarande Rakkestads kommun. Tätorten Degernes utgjorde kommunens centralort.

## Administrativ historik
Degernes kommun upprättades den 1 juli 1917 genom utbrytning ur Rakkestads kommun. Kommunen hade 1 457 invånare vid upprättandet.
Den 1 januari 1964 gick kommunen åter upp i Rakkestads kommun. Kommunens hade då 1 615 invånare.